# Bippos
Bippos (llatí Bippus) fou un polític argiu que fou enviat per la lliga Aquea com a ambaixador a Roma el 181 aC.